# 2003년 부천국제판타스틱영화제
제7회 부천국제판타스틱영화제는 2003년 7월에 개최된 영화제이다. 부천시민회관 대강당, 부천시청 대강당, 복사골문화센터 아트홀, 소사구청 소향관에서 개최되었다.

## 수상 및 후보

### 작품상(장편)
- 지구를 지켜라 - 장준환 수상
- 부활의 날 - 후카사쿠 킨지

### 여우주연상(장편)
- 로봇 이야기 - 와이 칭 호 수상

### 남우주연상(장편)
- 지구를 지켜라 - 백윤식 수상

### 감독상(장편)
- 로봇 이야기 - 그렉 박 수상

### 심사위원 특별상(장편)
- 그들이 보고 있다 - 노베르토 로페즈 수상

### 심사위원상(단편)
- 대동단결 - 한스 페터 몰란트 수상

### 관객상(단편)
- 침묵의 랩퍼 DEF - 이언 클락 수상

### 대상(단편)
- 침묵의 랩퍼 DEF - 이언 클락 수상

### 부천 초이스(장편)
- 999-9999 - 피터 마너스
- 앤트맨 - 크리스토프 갬플
- 애정영약 - 수 차오핑
- 깝스 - 요제프 파레스
- 문 차일드 - 제제 타카히사
- 내겐 너무 멋진 서쪽 나라 - 크리스티안 문주
- 로봇 이야기 - 그렉 박
- 지구를 지켜라 - 장준환
- 스튜어디스 - 양덕삼
- 그들이 보고 있다 - 노베르토 로페즈 아만도

### 부천 초이스(단편)
- 밤에 생긴 일 - 프랑수아 뢰몽
- 츄차 2 - 가리 바딘
- 마지막 목소리 - 줄리앙 퐁프레드 외 1명
- 보보 - 데이빗 케언스
- 침묵의 랩퍼 - 이언 클락
- 어디 가고 싶니? - 난 우
- 습격 - 헤랄도 나란요
- 왜왔니? 복수의 칼을 갈아 왔단다. 왔단다. - 박상현
- 3층 B호 - 호세 마리아 고에나
- 대동단결 - 한스 페터 몰란트

### 판타스틱 단편 걸작선
- 아메리칸 빅맨 버거 - 마이클 존 페던
- 안달루시아의 장미 - 제랄드 위스따슈-마띠유
- 안나는 3.2kg - 뽈망스 로레뜨
- 끈을 당기면 - 제롬 드콕 외2명
- 크리스마스 트리의 꿈 - 미셸 르레이
- 브레인스톰 - 알렉스 앤 니코
- 브릭 레인 - 폴 마카
- 배추 머리 - 스테판 세크
- 굳은살 - 김진홍
- 카르캉 - 스테판 르발루아
- 고성 - 티네 클루트
- 중국 식당에서 - 시츠케 코크
- 차가운 피 - 삐에르-루이 르바셰
- 파괴의 건설 - 시우 치 만
- 오염 - 칼 스티븐슨
- 콘트라베이스 - 안나 멜리키안
- 죽은 자들의 날 - 커크 켈리
- 1일 이용권 - 데보라 초우
- 심연 - 첨폴 통탑
- 탐정사무소 - 나를 찾아주세요 - 조은수
- 이효종씨 가족의 저녁식사 - 정희성
- 아인슈타인의 놀이터 - 매튜 헤커링
- 말과 기수 - 미힐 반 바켈
- 귀여운 좀비 이블린 - 브래드 페이튼
- 판타지 - 장윤
- 불타는 사랑 - 롱 디앙스
- 반죽인간 - 릴리안 푸 외1명
- 빈 방 있음 - 제임스 L. 프랑숑
- 위험한 눈 - 엘버트 반 스트리엔
- 소리의 색깔 - 엘렌 무아네리
- 엽기 곰인형 - 에디 모트 외1명
- 퍼지 - 이상철
- 이무기돌 - 필립 가메르
- 배고픈 오징어 - 존 웰던
- 왕녀, 당나귀 그리고 건축가 - 로렌조 레시오
- 공동주거구역 - 루이 굴라르
- 편지 - 장형윤
- 각하의 만수무강 - 김경만
- 욕망이라는 이름의 남자 - 이공주
- 결혼의 소리 - 오윤홍
- 5월...버스 안에서 - 박윤경
- 맥도날드 소년 - 김미진
- 자판기 인생 - 다비드 수쿱
- 선재네 집에서 하룻밤 - 함영준
- 자연을 보여주는 안경 - 옌스 리엔
- 뉴스페이퍼 - 방의석 외 1명
- 오! 마이 갓 - 강태영
- 배낭을 멘 노인 - 박현경
- 엿보기 구멍 - 황용순
- 퍼펙트 패밀리 - 최원재
- 기억의 환 - 이난
- 진짜 일본인 - 아흐메드 메키
- 로드킬 - 예룬 아노케
- 샐러리맨 6 - 제이크 나이트
- 우리가 서로에게 구원이게 하소서 - 박윤
- 그녀는 시를 쓴다 - 존 호
- 안전한 인생 - 찰스 헨들리
- 소파 - 정혜경
- 노려보는 소녀 - 알렉스 앤 니코
- 한밤의 이방인들 - 제임스 코터
- 8월의 일요일들 - 김정욱
- 신세계 비극배우 - 제럴드 맥모로우
- 제목없는 이야기 - 김진곤
- 유령도시 - 소만이
- 생산적 활동 - 오점균
- 누가 이름을 함부로 짓는가? - 이호발
- 원더풀 데이 - 김현필

### 월드 판타스틱 시네마
- 28일 후 - 대니 보일
- 알렉산드라의 계략 - 롤프 드 히어
- 엔젤 네그로 - 호르헤 올귄
- 아로 톨부킨, 살인의 기억 - 어구스틴 빌라롱가 외2명
- 마지막 한 걸음까지 - 하디 마틴스
- 지옥갑자원 - 야마구치 유다이
- 비기와 투팍 - 닉 브룸필드
- 캔 속의 미녀 - 카케이 마사야
- 부바 호-텝 - 돈 코스카렐리
- 캐빈 피버 - 일라이 로스
- 머리 잘린 닭 마이크 - 알렉상드르 오 필립
- 콜드 썸머 - 폴 미들디치
- 콘센트 - 나카하라 슌
- 막가는 날 - 마렉 코테르스키
- 데스워치 - 마이클 J. 버세트
- 여왕 세카를 찾아서 - 크리스티앙 할만 외1명
- 짤없는 운명 - 알바로 벨라르데
- 드라이브 - 다나카 히로유키
- 에덴(폴란드어판) - 안드레 체크초트
- 두려움과 떨림 - 알랭 코르노
- 극도공포대극장 우두 - 미이케 다카시
- 할리우드 북쪽 - 피터 오브라이언
- 살인마 가족 - 롭 좀비 외1명
- 이노가시라의 사냥꾼 - 다카이치 토모미
- 웃는 개구리 - 히라야마 히데유키
- 섹스 마네킹 - 로버트 파리기
- 화성 소년 메르카노 - 후안 안틴
- 돌연변이 - 카탈린 괴드뢰스
- 원스 어폰 어 타임 인 미들랜드 - 셰인 메도우스
- 아웃데어 - 하워드 마틴 외1명
- 환생 - 시오타 아키히코
- 브루노, 아니타와 소년 - 페페 플라니쳐
- 부드러운 흙 - J.T. 페티
- 스펀 - 요나스 오케르룬드
- 괴짜 킬러들 - 야마모토 슌스케
- 통간 닌자 - 제이슨 스터터
- 아나모픽 - 김병우
- 클래식 - 곽재용
- 품행 제로 - 조근식
- 역전에 산다 - 박용운
- 쉬브스키 - 김인권
- 와일드 카드 - 김유진

### 패밀리 판타
- 이다는 은행강도 - 한스 파비안 불렌베버
- 색깔놀이 - 조앤 C. 그라츠
- 엘리나 - 클라우스 해뢰
- 날아라 반딧불이 - 다체 리두즈
- 하늘을 나는 교실 - 토미 비간트
- 수갑풀기 왕 - 아르토 코스키넨
- 남자가 됐어요 - 올리버 도멘게트
- 헨리의 정원 - 문화선
- 홉 - 도미니크 스탄다트
- 후디니의 개 - 사라 욘센
- 천사의 아이들 - 짐 쉐리단
- 애들은 밖에서 놀아 - 페르 하네포드
- 동승 - 주경중
- 미스 앙테베 - 옴리 레비
- 마우소키스트 - 존 R. 딜워스
- 어린 왕자의 하루 - 조이아 트로피모바
- 할머니의 영화 - 크리스토퍼 N. 로울리
- 보리울의 여름 - 이민용
- 막대기 행진곡 - 크리스틴 파누쉬카

### 특별전
- 컴퍼니 - 람 고팔 바르마
- 데브다스 - 산제이 릴라 반살리
- 용감한 나디아 - 리야드 빈치 와디아
- 나는 테러리스트를 사랑했다 - 마니 라트남
- 라가안 - 아슈토쉬 고와리커
- 메이드 인 인디아 - 나스렌 무니 카비르
- 신비의 도시 아키엔젤 - 가이 매딘
- 조심 - 가이 매딘
- 김리 병원 이야기 - 가이 매딘
- 드라큐라의 춤 - 가이 매딘
- 얼음 요정의 나라 - 가이 매딘
- 기 마댕 - 여명을 기다리며 - 노암 고닉
- 죽은 아버지 - 가이 매딘
- 눈, 기묘한 풍선처럼 무한을 향해 오르다 - 가이 매딘
- 세계의 심장 - 가이 매딘
- 김리 병원 못다한 이야기 - 가이 매딘
- 대취협 - 호금전
- 금연자 - 장철
- 십삼태보 / 13인의 무사 - 장철
- 양산백과 축영태 - 이한상
- 독비도 / 외팔이 검객 - 장철
- 복수 - 장철
- 의리없는 전쟁 - 후카사쿠 킨지
- 오모짜 - 후카사쿠 킨지
- 우주로부터 온 메시지 - 후카사쿠 킨지
- 부활의 날 - 후카사쿠 킨지

### 회고전
- 춘색호곡 - 박윤교
- 살인마 - 이용민
- 월하의 공동묘지 - 권철휘
- 망령의 웨딩 드레스 - 박윤교
- 월하의 사미인곡 - 박윤교